# Appenzeller Bahnen (Meterspurnetz)
Dieser Artikel befasst sich mit dem Meterspurnetz der Appenzeller Bahnen, namentlich mit den technischen Aspekten und dem Meterspurrollmaterial.

## Netztopologie

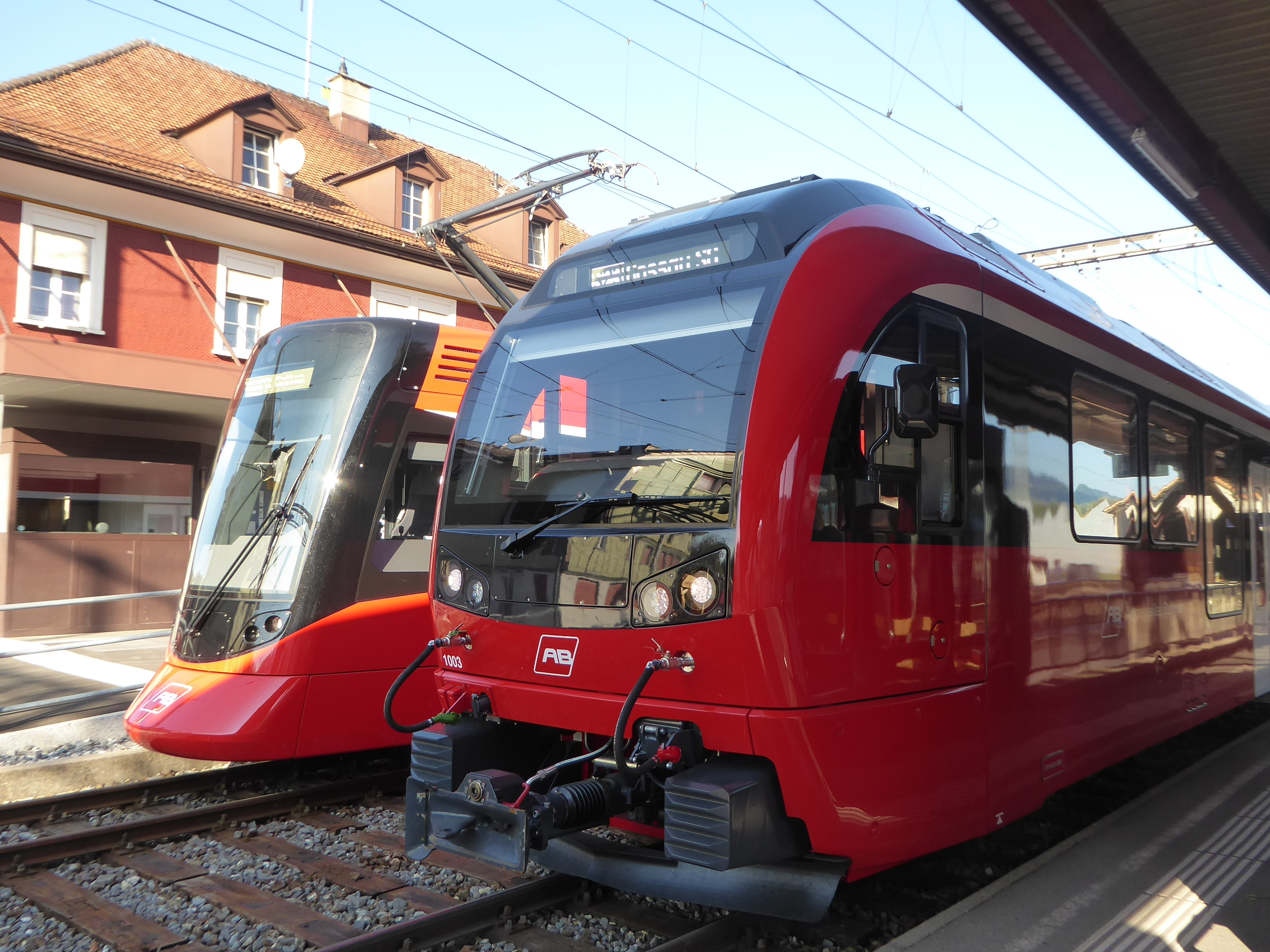
In Appenzell treffen die Meterspurstrecken Gossau–Wasserauen (vorne) und Appenzell–St. Gallen–Trogen aufeinander.

Das Meterspurnetz der Appenzeller Bahnen bestand bis 2018 aus fünf Strecken, die ursprünglich jeweils von einer eigenen Gesellschaft gebaut wurden. Nach und nach wurden die technischen Unterschiede zwischen diesen Strecken verkleinert:
- St. Gallen–Gais–Appenzell: Zahnradbahn 100 ‰ Steigung, minimaler Kurvenradius 25 m, davon
  - Werkstätte Gais–Appenzell: Adhäsionsbahn 65 ‰ Steigung, Kurvenradius 100 m
- Gossau SG–Appenzell: Adhäsionsbahn, 37 ‰ Steigung, minimaler Kurvenradius 90 m
- Appenzell–Wasserauen: eröffnet als Strassenbahn, bezüglich Normalien der Strecke Gossau SG–Appenzell angeglichen
- Altstätten–Gais: Zahnradbahn, 160 ‰ Steigung
- St. Gallen–Trogen: Strassenbahn mit schmaleren Spurkränzen, 75 ‰ Steigung, minimaler Kurvenradius 25 m, maximale Breite 2,40 m, Fahrdrahtspannung 1000 V; es bestand keine Gleisverbindung mit der Strecke nach Gais

Daraus ergaben sich vier unterschiedliche Anforderungen an die Fahrzeuge:
| Abk. | Fahrzeuge                                              | befahrbare Strecken                                | Lichtraumprofil          |
| ---- | ------------------------------------------------------ | -------------------------------------------------- | ------------------------ |
| a    | Adhäsionsfahrzeuge                                     | Gossau SG–Wasserauen und Appenzell–Werkstätte Gais | Wagenkasten 2,65 m breit |
| az   | Adhäsions- und Zahnradfahrzeuge für bis 100 ‰ Steigung | St. Gallen–Appenzell und Gossau SG–Wasserauen      | Wagenkasten 2,65 m breit |
| azz  | Adhäsions- und Zahnradfahrzeuge für bis 160 ‰ Steigung | alle Strecken ausser St. Gallen–Trogen             | Wagenkasten 2,65 m breit |
| t    | Tramfahrzeuge                                          | St. Gallen–Trogen                                  | 2,40 m breit             |

2018 wurden die Strecken in St. Gallen verbunden, die Zahnradstrecke in St. Gallen durch den Ruckhaldetunnel ersetzt und die Fahrdrahtspannung einheitlich auf 1500 V Gleichstrom festgelegt. Im Innenstadtbereich St. Gallens blieb die Spannung von 600 Volt mit Rücksicht auf die Kreuzungen mit den Trolleybussen der VBSG bestehen. Wegen der Rillenschienen werden Radreifenprofile wie beim Karlsruher Modell verwendet. Damit im Abschnitt Appenzell–Teufen sowohl Tram- wie auch andere Fahrzeuge verkehren können, wurden bei allen Weichen die Radlenker erhöht. Dieselbe Massnahme wurde auch auf der Strecke bis Gossau SG ergriffen, damit Überfuhren der Tramfahrzeuge möglich sind. Ab 2001 gehören auch die Fahrzeuge der Frauenfeld-Wil-Bahn zum Unternehmen, sie fahren aber mit einer Fahrdrahtspannung von 1200 statt 1500 Volt.
| Abk. | Fahrzeuge                                                | befahrbare Strecken                                                                                  | Lichtraumprofil           |
| ---- | -------------------------------------------------------- | --- | ------------------------- |
| a    | Adhäsionsfahrzeuge für Steigungen bis 65 ‰               | Gossau SG–Wasserauen und Appenzell–Werkstätte Gais                                                   | Wagenkasten 2,65 m breit  |
| azz  | Adhäsions- und Zahnradfahrzeuge für Steigungen bis 160 ‰ | Teufen–Appenzell, Gais–Altstätten, Gossau SG–Wasserauen                                              | Wagenkasten 2,65 m breit  |
| f    | Adhäsionsfahrzeuge für 1200 Volt                         | Frauenfeld–Wil                                                                                       | Wagenkasten 2,65 m breit  |
| t    | Tramfahrzeuge für Rillenschienen und bis 80 ‰ Steigung   | St. Gallen–Trogen St. Gallen–Appenzell mit Ruckhaldetunnel und Gossau SG–Appenzell für Dienstfahrten | 2,40 m breit 2,65 m breit |

## Güterverkehr

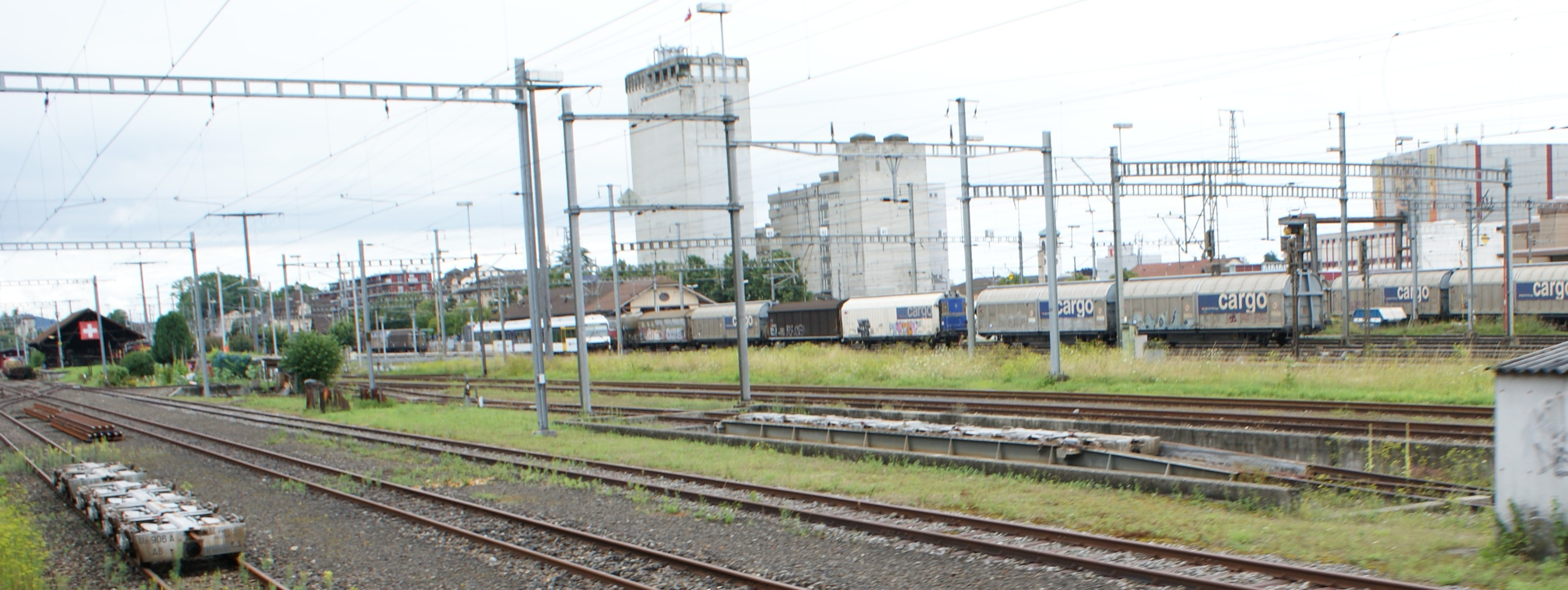
Die Rollbockgrube in Gossau am Tag vor der offiziellen Stilllegung

Ursprünglich wurden auf dem gesamten Meterspurnetz Güter in Schmalspurwagen transportiert. Auf der Strecke St. Gallen–Trogen endete der Güterverkehr 1991, Posttransporte in Schmalspurgüterwagen wurden aber bis 2007 durchgeführt. Am 1. Juli 1978 wurde im Bahnhof Gossau eine Rollbockanlage in Betrieb genommen, um normalspurige Wagen befördern zu können. Zunächst wurde die Strecke Gossau–Wasserauen bedient, ab 1989 wurde der Rollbockbetrieb auf die Strecke Appenzell–Gais–Teufen ausgeweitet. Ab 1999 wurde der Güterverkehr im Auftrag von SBB Cargo durchgeführt. Im Verlaufe der Jahre sank aber das Transportvolumen auf noch 180 Güterwagen bzw. 4400 t pro Jahr. Deshalb stellte SBB Cargo den Güterverkehr per Ende 2003 ein. Per 1. August 2010 wurde die Rollbockanlage ausser Betrieb genommen, womit auch keine Diensttransporte mehr möglich sind. Bis heute sind aber noch Rollböcke vorhanden. Die verbliebenen Schmalspurgüterwagen werden für dienstliche Zwecke verwendet.

## Fahrzeuge
Bereits 1981 hatten die damalige SGA und AB zusammen fünf Pendelzüge (11–15/111–115) beschafft, die ein einheitliches Design trugen, nur die Eigentumsaufschriften waren noch unterschiedlich.
Nach der Fusion 1988 erfolgte in den Jahren 1992/93 die Inbetriebsetzung von 16 neuen Fahrzeugen (je vier Trieb- und Steuerwagen sowie 8 Zwischenwagen vom Typ PA 90), die sich aber immer noch den technischen Eigenheiten der beiden Vorgängerunternehmen AB und SGA anpassen mussten.
Die Tramfahrzeuge stammen von der Trogenerbahn. Sie wurden mit der Eröffnung der Durchmesserlinie im Herbst 2018 durch 11 „Tango“-Triebzüge ABe 8/12 ersetzt. Gleichzeitig wurden für Gossau–Wasserauen 5 dreiteilige Triebzüge ABe 4/12 „Walzer“ geliefert und einige der neueren bisherigen Fahrzeuge als Verstärkungsmodule angepasst. Viele alte Fahrzeuge wurden verkauft oder verschrottet.
Auf dem Meterspurnetz der Appenzeller Bahnen wurden und werden seit der Fusion 2006 folgende Fahrzeuge eingesetzt. Fahrzeuge der Frauenfeld-Wil-Bahn sind seit der Fusion im Jahr 2021 berücksichtigt.
(Kursiv dargestellt sind ausrangierte oder verkaufte Fahrzeuge, fett gedruckte Typenbezeichnungen stehen für historische Fahrzeuge, bezeichnet nach dem Dreiklassensystem):
Um nach den blauen Überschriften zu sortieren, in der letzten Spaltenüberschrift S auf den Pfeil nach unten drücken.
| Bildverweis                                                              | Bezeichnung                                                              | Nummer, Name                                                                                               | Einsatz                                                                  | Achsfolge Typ                                                            | Baujahr                                                                  | Herkunft                                                                 | Besonderheiten | S  |
| ------------------------------------------------------------------------ | ------------------------------------------------------------------------ | --- | ------------------------------------------------------------------------ | ------------------------------------------------------------------------ | ------------------------------------------------------------------------ | ------------------------------------------------------------------------ | --- | -- |
| Aktuelle Fahrzeuge im Betrieb                                            | Aktuelle Fahrzeuge im Betrieb                                            | Aktuelle Fahrzeuge im Betrieb                                                                              | Aktuelle Fahrzeuge im Betrieb                                            | Aktuelle Fahrzeuge im Betrieb                                            | Aktuelle Fahrzeuge im Betrieb                                            | Aktuelle Fahrzeuge im Betrieb                                            | Aktuelle Fahrzeuge im Betrieb | 1  |
| Reserve- und Verstärkungsfahrzeuge                                       | Reserve- und Verstärkungsfahrzeuge                                       | Reserve- und Verstärkungsfahrzeuge                                                                         | Reserve- und Verstärkungsfahrzeuge                                       | Reserve- und Verstärkungsfahrzeuge                                       | Reserve- und Verstärkungsfahrzeuge                                       | Reserve- und Verstärkungsfahrzeuge                                       | Reserve- und Verstärkungsfahrzeuge | 2  |
| Aktuelle Dienstfahrzeuge                                                 | Aktuelle Dienstfahrzeuge                                                 | Aktuelle Dienstfahrzeuge                                                                                   | Aktuelle Dienstfahrzeuge                                                 | Aktuelle Dienstfahrzeuge                                                 | Aktuelle Dienstfahrzeuge                                                 | Aktuelle Dienstfahrzeuge                                                 | Aktuelle Dienstfahrzeuge | 3  |
| Historische Fahrzeuge                                                    | Historische Fahrzeuge                                                    | Historische Fahrzeuge                                                                                      | Historische Fahrzeuge                                                    | Historische Fahrzeuge                                                    | Historische Fahrzeuge                                                    | Historische Fahrzeuge                                                    | Historische Fahrzeuge | 4  |
| Ausrangierte und verkaufte Fahrzeuge                                     | Ausrangierte und verkaufte Fahrzeuge                                     | Ausrangierte und verkaufte Fahrzeuge                                                                       | Ausrangierte und verkaufte Fahrzeuge                                     | Ausrangierte und verkaufte Fahrzeuge                                     | Ausrangierte und verkaufte Fahrzeuge                                     | Ausrangierte und verkaufte Fahrzeuge                                     | Ausrangierte und verkaufte Fahrzeuge | 9  |
| 000 und 500: Triebfahrzeuge                                              | 000 und 500: Triebfahrzeuge                                              | 000 und 500: Triebfahrzeuge                                                                                | 000 und 500: Triebfahrzeuge                                              | 000 und 500: Triebfahrzeuge                                              | 000 und 500: Triebfahrzeuge                                              | 000 und 500: Triebfahrzeuge                                              | 000 und 500: Triebfahrzeuge | 91 |
|                                                                          | Ge 4/4                                                                   | 1 | a                                                                        | Bo’Bo’ g4d                                                               | 1994                                                                     | Stadler 219/SLM/ABB                                                      | 2010 Puffer entfernt. 2012 Jubiläumsanstrich; nach Ausmusterung zur Ersatzteilgewinnung an RhB verkauft, Wagenkasten 2023 abgebrochen | 2  |
|                                                                          | CFe 3/3                                                                  | 2 | a                                                                        | B’A g2                                                                   | 1911                                                                     | SLM/SIG/Alioth/BBC                                                       | Zahnradantrieb ausgebaut, ursprünglich CFeh 3/3 mit Achsfolge Ba’A. Derzeit in Restaurierung Motorwagen 3 nicht betriebsfähig im Verkehrshaus der Schweiz ausgestellt. | 4  |
|                                                                          | BCFeh 4/4                                                                | 5 | az                                                                       | Bb’Bb’ g2                                                                | 1931                                                                     | SLM 3463/SIG/BBC                                                         | | 4  |
|                                                                          | ABDeh 4/4                                                                | 6 Altstätten                                                                                               | azz                                                                      | Bbo’Bbo’ g4                                                              | 1953                                                                     | SLM 4065/BBC                                                             | automatische Falttüren, Namen und Wappen ab 1986, 1993 modernisiert, 2007 abgebrochen | 91 |
|                                                                          | BDe 4/4                                                                  | 7 | t                                                                        | Bo’Bo’ g4                                                                | 1952                                                                     | SWP/MFO                                                                  | 2017 ausrangiert, 2018 in Wasserauen aufgestellt als Restaurant, Dez. 2020 verschrottet | 91 |
|                                                                          | BDeh 4/4                                                                 | 11 St. Gallen 12 Teufen 13 Bühler 14 Gais 15 Appenzell                                                     | az                                                                       | Bbo’Bbo’ g4                                                              | 1981                                                                     | FFA/SLM/BBC                                                              | automatische Falttüren 12, 13 und 15: Wappen bei Neuanstrich entfernt 14: Wappen wegen Werbung entfernt 2018 verkauft an Achenseebahn, Anfang 2021 verschrottet | 91 |
|                                                                          | BDeh 4/4                                                                 | 16–17 | azz                                                                      | Bbo’Bbo’ g4                                                              | 1993                                                                     | SWA/SLM/ABB                                                              | Aussenschwingtüren | 1  |
|                                                                          | BDe 4/8                                                                  | 21–25 | t                                                                        | Bo’Bo’+2’2’                                                              | 1975, 1977                                                               | FFA/SWP/BBC                                                              | 25 2008 abgebrochen, 21+24 2009, 23 2014, 22 2017 verkauft an SAD Nahverkehr für Rittner Bahn | 91 |
|                                                                          | BCe 4/4                                                                  | 30 (ex 43 ex 30)                                                                                           | a                                                                        | Bo’Bo’ g4                                                                | 1933                                                                     | SIG/MFO                                                                  | | 4  |
|                                                                          | Be 4/8                                                                   | 31 Der St. Galler – Die St. Gallerin 32 Der Appenzeller – Die Appenzellerin                                | t                                                                        | 2’Bo’Bo’2’                                                               | 2004                                                                     | Stadler 836–837/Bombardier                                               | 2018 verkauft an die transN | 91 |
|                                                                          | Be 4/8                                                                   | 33 Speicher 34 Trogen 35 Teufen                                                                            | t                                                                        | 2’Bo’Bo’2’                                                               | 2008                                                                     | Stadler 4157/Bombardier                                                  | 2018 verkauft an die transN | 91 |
|                                                                          | BDe 4/4 II                                                               | 41 Gossau 42 Herisau 43 Gonten (ex 31–33)                                                                  | a                                                                        | Bo’Bo’ g4                                                                | 1986                                                                     | FFA/SIG/BBC                                                              | automatische Falttüren 2019 verkauft an Abidjan-Niger-Bahn, Umbau zu Generatorwagen in Basse-Ham (Frankreich) | 91 |
|                                                                          | BDe 4/4 II                                                               | 44–45 (ex 34–35)                                                                                           | a                                                                        | Bo’Bo’ g4                                                                | 1993                                                                     | SWA/SIG/ABB                                                              | Aussenschwingtüren, 2020 remisiert, ab Dezember 2021 Abbruch | 91 |
|                                                                          | BDe 4/4                                                                  | 46 Waldstatt 47 Urnäsch                                                                                    | a                                                                        | Bo’Bo’ g4                                                                | 1968/98,97                                                               | FFA/SIG/MFO                                                              | Namen und Wappen seit 1986, 2015 Diensttriebwagen, Dezember 2020 abgebrochen | 91 |
|                                                                          | Te 2/2                                                                   | 49 | a                                                                        | Bo g2                                                                    | 1912/1955                                                                | SWS/MFO/AB                                                               | 1955 ex CFe 2/2 37 ex AWW 1 | 4  |
|                                                                          | De 4/4                                                                   | 50 | a                                                                        | Bo’Bo’ g4                                                                | 1966/88                                                                  | FFA/SIG/MFO/AB                                                           | Drehgestelle 1988 ex ABe 4/4 40 (ex 27), April 2011 Abbruch in Altstätten | 91 |
|                                                                          | BCFm 2/4                                                                 | 56 (ex 26)                                                                                                 | a                                                                        | Bo’2’ de                                                                 | 1929                                                                     | SIG/Sulzer/MFO                                                           | | 4  |
|                                                                          | Xrotm 2/2                                                                | 72 | t                                                                        | B dh HB231V                                                              | 1974                                                                     | RACO 1814/Deutz/Beilhack 4/117                                           | Schneeschleuder | 3  |
|                                                                          | Xm 1/2                                                                   | 89 (ex 51 ex 50)                                                                                           | a                                                                        | A1 de                                                                    | 1912/1962                                                                | SIG/AB/Saurer/MFO                                                        | Fahrleitungsmontagewagen, 1962 ex CFe 2/2 39 ex AWW 3, 2014 abgebrochen | 91 |
|                                                                          | Tm 2/2                                                                   | 91 | a                                                                        | B dm                                                                     | 1969                                                                     | Robel/Deutz                                                              | 2004 gekauft von WSB (Nr. 1), 2020 Verkauf an Voies ferrées du Velay (Train Velay Express) in Frankreich | 91 |
|                                                                          | Gem 2/2                                                                  | 1095–1096                                                                                                  | a+t                                                                      | B                                                                        | 2019                                                                     | Stadler Rail                                                             | gemeinsam mit CJ beschafft, gleiche Bauart wie NStCM | 3  |
|                                                                          | Tm 2/2                                                                   | 97 | a                                                                        | B dh                                                                     | 1960                                                                     | O&K                                                                      | ex Consorzio Gottardo Sud, 2020 Verkauf ans Musée des Tramways à Vapeur et Secondaires français (MTVS) in Frankreich | 91 |
|                                                                          | Tm 2/2                                                                   | 98 | a                                                                        | B dh                                                                     | 1972                                                                     | Schöma 3325                                                              | 1999 ex GF-Werkbahn Georg 5 1980 ex Baulok Arlbergtunnel (900 mm Spurweite) 2020 verkauft an Chemin de fer de Bon-Repos | 91 |
|                                                                          | Xrotm 2/2                                                                | 99 | a                                                                        | B dh                                                                     | 1974                                                                     | RACO 1813/Deutz/Beilhack                                                 | Schneeschleuder | 3  |
|                                                                          | Tm 2/2                                                                   | 501 | a                                                                        | B dh                                                                     | 1957                                                                     | O&K 25691                                                                | 1970 ex Steinhuder Meerbahn 2009 an UEF für „Alb-Bähnle“ | 91 |
|                                                                          | ABe 4/12 „Walzer“                                                        | 1001–1005                                                                                                  | a                                                                        | Bo'2'+2'2'+2'Bo'                                                         | 2018                                                                     | Stadler Rail                                                             | Name und Innenraumgestaltung: 1001 Silvesterchlaus, 1002 Bloch, 1003 Alpfahrt, 1004 Betruef, 1005 Alpstobete | 1  |
|                                                                          | Be 4/6+ABe 4/6 „Tango“                                                   | 4001–4011 +4101–4111                                                                                       | r+t+a                                                                    | Bo’2’Bo’+Bo’2’Bo’                                                        | 2018                                                                     | Stadler Rail                                                             | | 1  |
|                                                                          | ABe 4/8                                                                  | 7001–7005                                                                                                  | f                                                                        | Bo’2’2’Bo’                                                               | 2013                                                                     | Stadler Rail                                                             | | 1  |
| 100 und 200: Reisezugwagen                                               | 100 und 200: Reisezugwagen                                               | 100 und 200: Reisezugwagen                                                                                 | 100 und 200: Reisezugwagen                                               | 100 und 200: Reisezugwagen                                               | 100 und 200: Reisezugwagen                                               | 100 und 200: Reisezugwagen                                               | 100 und 200: Reisezugwagen | 92 |
|                                                                          | A2                                                                       | 101 | az                                                                       |                                                                          | 1904/48                                                                  | SIG                                                                      | 1948 ex B3 17, 1995 zu Salonwagen umgebaut, 2011–2016 als historisches Fahrzeug restauriert, seither wieder Polsterklasse-inneneinrichtung | 4  |
|                                                                          | ABt                                                                      | 111–115 | azz                                                                      | FFA2, Dg: FFA-LDG-80-Z                                                   | 1981                                                                     | FFA/BBC                                                                  | 2018 verkauft an Achenseebahn, drei Wagen Anfang 2021 verschrottet | 92 |
|                                                                          | ABt                                                                      | 116–117 | azz                                                                      | PA-90, Dg: SIG-90                                                        | 1993                                                                     | SWA/SIG/ABB                                                              | 117 noch rot mit weissem Streifen, bis 2023 1 Wagen Einsatz Gais - Altstätten, ab 2024 Verstärkungsmodule zu den Walzer-Triebzügen | 1  |
|                                                                          | B2                                                                       | 118–119 | azz                                                                      |                                                                          | 1904/16,29                                                               | SIG                                                                      | 116 ex 111 bei Jagsttalbahn Datei:Jagsttalbahn andere Seite.jpg 118 ex 113 2012 in Gais abgebrochen 119 ex 117 ex 112 2009 als historisches Fahrzeug restauriert | 4  |
|                                                                          | ABt                                                                      | 121–123 | azz                                                                      | RJ-NfS, Dg: SIG-90                                                       | 2004, (Dg: 1993)                                                         | RJ/MOB                                                                   | Drehgestelle 1993 ex B 292, AB 191 und Reserve seit 2018 Verstärkungsfahrzeuge für ABe 4/12 „Walzer“ 121 und 122 ab 2024 mit Neuanstrich einsatz Gais - Altstätten | 2  |
|                                                                          | ABt                                                                      | 141–143 (ex 131–133)                                                                                       | a                                                                        | FFA2, Dg: FFA-LDG-80                                                     | 1986                                                                     | FFA/BBC                                                                  | 2008–09 mit Übersetzfenstern ausgerüstet 2019 verkauft an Abidjan-Niger-Bahn | 92 |
|                                                                          | ABt                                                                      | 144–145 (ex 134–135)                                                                                       | a                                                                        | PA-90, Dg: SIG-90                                                        | 1993                                                                     |                                                                          | ab Dezember 2021 Abbruch | 92 |
|                                                                          | ABt                                                                      | 146 | a                                                                        | FFA1, Dg: SIG-T                                                          | 1968/98                                                                  | FFA/SIG/MFO                                                              | Juni 2015 abgebrochen, gleichartiger ABt 147 2004 abgebrochen nach Entgleisung in Erdrutsch | 92 |
|                                                                          | D2                                                                       | 161–162 | azz                                                                      |                                                                          | 1889/1964                                                                | VSB/SGA                                                                  | Velowagen, 1964 mit neuem Stahlkasten ausgerüstet. 161 im Juli 2012 verkauft nach Bergün als Hoflädeli | 2  |
|                                                                          | D2                                                                       | 165 | az                                                                       |                                                                          | 1889/1947                                                                | VSB/SGA                                                                  | gleichartiger D 163 umgebaut zu Ai 163, umgespurt auf 750 mm an Rügensche Kleinbahn (Datei:20070718S523 Ai163.jpg) | 4  |
|                                                                          | D                                                                        | 166 | az                                                                       |                                                                          | 1913/1982                                                                | SIG/SGA                                                                  | 1982 aus B 62 (ex CF4 12 ex 2) umgebaut, April 2011 Abbruch in Altstätten | 92 |
|                                                                          | Ast                                                                      | 181 | azz                                                                      | Dg: SIG-T                                                                | 1964/2001                                                                | SIG/RJ                                                                   | Umbau aus B 82, "Rubino", 2017 ausrangiert | 92 |
|                                                                          | A                                                                        | 1 | a                                                                        |                                                                          | 1903/76                                                                  | SIG/AB                                                                   | 2013 an Dampflokiverein verkauft, 2019 zu Stiftung Historische Appenzeller Bahnen überlassen, als Ausstellungswagen vorgesehen | 4  |
|                                                                          | C                                                                        | 203 | azz                                                                      |                                                                          | 1899/1971/2008                                                           | VSB                                                                      | 1899 als Fakultativwagen CL3 203 geliefert, Einsatz wahlweise als Sommerwagen oder Güterwagen, 1948 CL3 143, 1953 K3 114, Hck 214, 2008 Rückbau/Umzeichnung zu C 203 | 4  |
|                                                                          | B                                                                        | 5 | a                                                                        |                                                                          | 1886/1944 (Dg 1874)                                                      | SIG/Kh                                                                   | 2012 mit Anstrich der 1930er-Jahre restauriert, diente als Ausstellungswagen 100 Jahre Säntisbahn, am 4. Januar 2015 vom Laseyer (Fallwind) im Bahnhof Wasserauen umgeblasen, Totalschaden | 92 |
|                                                                          | Cr4                                                                      | 10 | a                                                                        | Dg: SIG-T                                                                | 1946                                                                     | SIG/AB                                                                   | Buffetwagen, 1969–1981 vorübergehend AB 10, seit 2020 mit Ursprungsbezeichnung | 4  |
|                                                                          | B                                                                        | 11 | a                                                                        |                                                                          | 1933                                                                     | SIG                                                                      | 2009 wurde bei einer Rettungsübung die Seitenverblechung aufgeschnitten, 2012 repariert, 2013 an Dampflokiverein verkauft, 2019 zu Stiftung Historische Appenzeller Bahnen überlassen | 4  |
|                                                                          | C                                                                        | 13–14 | a                                                                        |                                                                          | 1912                                                                     | SWS                                                                      | "Säntisbahn" (AWW) | 4  |
|                                                                          | Brs                                                                      | 16 | t                                                                        |                                                                          | 1909/1994                                                                | SWS/TB                                                                   | 1958 neuer Stahlkasten, 1994 Partywagen mit Stromabnehmer, 2017 verkauft nach Sennwald (Lögert 15, stationäre Verwendung), 2019 Gyga Bar Barbengo | 92 |
|                                                                          | B2                                                                       | AGB 13 223                                                                                                 | azz                                                                      |                                                                          | 1911                                                                     | SIG                                                                      | "AGB", bei SGA Nr. 123; Wagen 121 bei Jagsttalbahn Datei:Jagsttalbahn grün und Post.jpg | 4  |
|                                                                          | Ck                                                                       | 39 (ex 24)                                                                                                 | a                                                                        |                                                                          | 1889/1975                                                                | SIG                                                                      | ex Hack ex J 104, 1943 ex C 24, offener Sommerwagen; Hack 102 und 103, 1947 ex C 22–23, 1991/92 zu Stern & Hafferl, dort Sommerwagen 23.221 Datei:B4i 23.221.JPG, Datei:StH Traunseebahn Güterwagen.JPG | 4  |
|                                                                          | B                                                                        | 125–126 | azz                                                                      |                                                                          | 1905/55–56                                                               | SIG                                                                      | Umbau aus Brünigbahn-Dreiachsern SBB 629,628, 2003/04 verkauft nach Plougonver, Bretagne (an der Strecke Guingamp–Carhaix); 124 (ex SBB 630) 1993 an DFB, dort B 2224, dann X 2924, 2020 nach Biebertal, Deutschland. | 92 |
|                                                                          | B                                                                        | 236–238 | a                                                                        | SWP1, Dg: SWP-68                                                         | 1968/1983                                                                | SWP/RhB                                                                  | 1983 ex FLP 33,34,35, 2003 mit Vstl ausgerüstet, 2009 mit Faltenbälgen 2019 verkauft an Abidjan-Niger-Bahn | 92 |
|                                                                          | B                                                                        | 245 (ex 248 ex 22) 241 (ex 231 ex 23) 244 (ex 232 ex 24) 242 (ex 233 ex 25) 246 (ex 26) 243 (ex 247 ex 27) | a                                                                        | FFA1, Dg: SIG-T                                                          | 1964/96/ 1964/87/2004 1964/87 1966/87/2004 1966/96/2008 1973/97/2007     | FFA/SIG                                                                  | Vakuumtoiletten seit 1987–97, 241, 242 und 244 ohne Toiletten seit 2004, Übersetzfenster bei 241–243 und 246 seit 2004–08 2019 verkauft an Abidjan-Niger-Bahn | 92 |
|                                                                          | B                                                                        | 247–248 (ex 234–235)                                                                                       | a                                                                        | PA-90, Dg: SIG-90                                                        | 1993                                                                     | SWA/SIG                                                                  | seit 2018 Verstärkungsfahrzeuge für ABe 4/12 „Walzer“ | 2  |
|                                                                          | By                                                                       | 251 | azz                                                                      |                                                                          | 1889/1998                                                                | VSB/Stadler                                                              | Sommerwagen Umbau Stadler aus Gk 211 | 1  |
|                                                                          | B                                                                        | 281 (ex 81) 283 (ex 83)                                                                                    | azz                                                                      | Dg: SIG-T                                                                | 1964                                                                     | SIG                                                                      | B 82 umgebaut zu Ast 181, 281 und 283 2015 abgebrochen | 92 |
|                                                                          | B                                                                        | 282 (ex 73)                                                                                                | azz                                                                      | Dg: SIG-S                                                                | 1948                                                                     | SIG                                                                      | B 71–72 2004 verkauft an Chemins de fer de Provence (Bild: CP XR 1372), 282 seit 2015 Ausstellungswagen Wasserauen | 4  |
|                                                                          | B                                                                        | 291,292,293,294                                                                                            | az                                                                       | PA-90, Dg: SIG-90, 292: Dg: FFA-LDG-80-Z                                 | 1993                                                                     | SWA/SIG                                                                  | 2004 Drehgestelltausch bei B 292, 2024 an RhB, dort Abbruch; 291 und 293–294 seit 2018 Verstärkungsfahrzeuge für ABe 4/12 „Walzer“ | 2  |
|                                                                          | B                                                                        | 295 (ex B 192) 296 (ex AB 191)                                                                             | 295 = az 296 = a                                                         | PA-90, Dg: SIG-90, 296: Dg: FFA-LDG-80                                   | 1993                                                                     | SWA/SIG                                                                  | 295 2003 umnummeriert, 296 2004 Umbau aus AB 191, Drehgestelltausch, 2010 mit Faltenbälgen ausgerüstet, 2024 an RhB, dort Abbruch | 2  |
| 300, 400 und 700: Güterwagen, heute nur noch als Dienstwagen in Gebrauch | 300, 400 und 700: Güterwagen, heute nur noch als Dienstwagen in Gebrauch | 300, 400 und 700: Güterwagen, heute nur noch als Dienstwagen in Gebrauch                                   | 300, 400 und 700: Güterwagen, heute nur noch als Dienstwagen in Gebrauch | 300, 400 und 700: Güterwagen, heute nur noch als Dienstwagen in Gebrauch | 300, 400 und 700: Güterwagen, heute nur noch als Dienstwagen in Gebrauch | 300, 400 und 700: Güterwagen, heute nur noch als Dienstwagen in Gebrauch | 300, 400 und 700: Güterwagen, heute nur noch als Dienstwagen in Gebrauch | 93 |
|                                                                          | Gk                                                                       | 304 ex 204 = K 104 201–206 210                                                                             | azz                                                                      |                                                                          | 1889 1904                                                                | VSB SIG                                                                  | 304 letzter Gk mit Liechty Lenkachsen 201 März 2006 abgebrochen, 202, 205 und 210 April 2011 Abbruch in Altstätten, 206 2016 verkauft an privat (Schaffhausen), 203 April 2011 verkauft, in Gebrauch als Geräteschopf in Zürchersmühle (Bild 203)                                                                                          | 4  |
|                                                                          | Gk (Hck)                                                                 | 214 | azz                                                                      |                                                                          | 1899/1971                                                                | VSB                                                                      | Velowagen 2008 Umbau/Umzeichnung zu C 203 | 93 |
|                                                                          | Gk                                                                       | 221 222 | azz                                                                      |                                                                          | 1888/1954 1891/1954                                                      | SIG Basel                                                                | 221 Untergestell 1998 für X 1022" 222 März 2006 abgebrochen | 93 |
|                                                                          | Ek                                                                       | 308 | azz                                                                      |                                                                          | 1904/1933                                                                | SIG                                                                      | Liechty Lenkachsen 2008 abgebrochen | 93 |
|                                                                          | Fd                                                                       | 351–353 | azz                                                                      |                                                                          | 1976                                                                     | SWP                                                                      | | 3  |
|                                                                          | Ek                                                                       | 360 | azz                                                                      |                                                                          | 1911                                                                     | SIG                                                                      | ex AG L 71, April 2016 abgebrochen | 93 |
|                                                                          | Ek                                                                       | 361 | azz                                                                      |                                                                          | 1922                                                                     | SIG                                                                      | ex AG L 61, November 2016 abgebrochen | 93 |
|                                                                          | Kklm                                                                     | 401 | azz                                                                      |                                                                          | 1911                                                                     | SIG                                                                      | ex AG M 81, Februar 2018 abgebrochen | 93 |
|                                                                          | Kkl/X                                                                    | 411, 412, 1061 (ex 413), 414, 1062 (ex 415) 1063 (ex 416), 417                                             | azz                                                                      |                                                                          | 1888/1944 1899/1968                                                      | VSB                                                                      | 1061–63, 412 und 414 für Schienentransporte, 2024 ausrangiert 411-415 ex L3 151-155 416–417 ex L 303, 305 ex 159, 161 411 und 417 Juli 2020 abgebrochen | 3  |
|                                                                          | Rkm                                                                      | 701 | a                                                                        |                                                                          | 1897/1989                                                                | SIG/AB                                                                   | ex Eak 201, 1958 ex FZ4 82, 2016 Abbruch | 93 |
|                                                                          | Gk-v                                                                     | 33 35 | t                                                                        |                                                                          | 1903/1944 1930                                                           | SWS                                                                      | bis 2007 als Postwagen im Einsatz 33 2007 verkauft Furrer&Frey X 20081 für Bau Glattalbahn 35 2007 an BTG | 93 |
|                                                                          | Gk                                                                       | 36 | t                                                                        |                                                                          | 1907/1943                                                                | SWS/TB                                                                   | ex L 53, ab 1997 Turmwagen, November 2011 abgebrochen | 93 |
|                                                                          | Ek                                                                       | 55 | t                                                                        |                                                                          | 1910                                                                     | SWS                                                                      | ex UOe L 63, 1996 modernisiert, 2015 an Museum Holzhausen, Oetwil | 93 |
|                                                                          | Ek                                                                       | 56 (ex 47)                                                                                                 | t                                                                        |                                                                          | 1906                                                                     | SWS/TB                                                                   | 1998 modernisiert, 2015 an Verein Sernftalbahn, Engi | 93 |
|                                                                          | Gbk                                                                      | 61–62 | t                                                                        |                                                                          | 1903/1962                                                                | SWS/TB                                                                   | 61 1962 ex L 41, in St. Gallen abgestellt, 2015 an Chemin de fer historique, Frankreich 62 1962 ex L 42, 2007 an Furrer&Frey | 93 |
| 800/1000: Dienstwagen                                                    | 800/1000: Dienstwagen                                                    | 800/1000: Dienstwagen                                                                                      | 800/1000: Dienstwagen                                                    | 800/1000: Dienstwagen                                                    | 800/1000: Dienstwagen                                                    | 800/1000: Dienstwagen                                                    | 800/1000: Dienstwagen | 94 |
|                                                                          | X                                                                        | 1001 | azz                                                                      |                                                                          | 1889/1974/2011                                                           | VSB                                                                      | Hilfs- und Werkzeugwagen ursprünglich B3 15 2011 Wagenkasten abgebrochen, Velowagen Altstätten–Gais | 1  |
|                                                                          | X                                                                        | 803 | a                                                                        |                                                                          | 1931/1996                                                                | SWS/AB                                                                   | Hilfswagen ex D2 75 (ex Zi 2), neuer Stahlkasten | 4  |
|                                                                          | X                                                                        | 806 | a                                                                        |                                                                          | 1886/1946                                                                | SIG/AB                                                                   | Schneepflug, 2012 an Bahnmuseum Kerzers | 94 |
|                                                                          | X                                                                        | 1011 | az                                                                       |                                                                          | 1941/61                                                                  | SLM                                                                      | Schneepflug | 3  |
|                                                                          | X                                                                        | 1012 | az                                                                       |                                                                          | 1996                                                                     | AB                                                                       | Spurpflug, Abbruch 04.2016 | 93 |
|                                                                          | X                                                                        | 1021 | azz                                                                      |                                                                          | 1899/1987                                                                | VSB/SGA                                                                  | Tankwagen ex 1023 ex Ek 304 ex 160 | 3  |
|                                                                          | X                                                                        | 1022 | azz                                                                      |                                                                          | 1889/1998                                                                | VSB/AB                                                                   | Tragwagen für Hubsteiger ex Gk 221, (1022 in erster Besetzung ex Ek 309 (1904/1985)), 2014 Abbruch | 94 |
|                                                                          | X                                                                        | 1023 1024                                                                                                  | a                                                                        |                                                                          | 1889/1991 1899/1987                                                      | SIG/AB                                                                   | Kupplungswagen ex Ek 323–324 ex Brünig, 1023: April 2011 Abbruch in Altstätten, 1024: 9. Oktober 2015 Abbruch | 94 |
|                                                                          | Xa                                                                       | 1025 | az                                                                       |                                                                          | 1909/1988                                                                | SIG/SGA                                                                  | Bibliothek, die jeweils tageweise in Gais, Bühler, Teufen und Urnäsch stand, am Schluss nur noch stationär in Gais im Einsatz, ab 1997 mit Stromabnehmer für Heizung, 2009 ausrangiert, April 2011 Abbruch in Altstätten | 94 |
|                                                                          | X                                                                        | 1026 | az                                                                       |                                                                          | 1889/1991                                                                | SIG/SGA                                                                  | Kranwagen, ex L 301 ex 157, 2004 abgebrochen | 94 |
| 900: Rollböcke für den Transport von Normalspurwagen                     | 900: Rollböcke für den Transport von Normalspurwagen                     | 900: Rollböcke für den Transport von Normalspurwagen                                                       | 900: Rollböcke für den Transport von Normalspurwagen                     | 900: Rollböcke für den Transport von Normalspurwagen                     | 900: Rollböcke für den Transport von Normalspurwagen                     | 900: Rollböcke für den Transport von Normalspurwagen                     | 900: Rollböcke für den Transport von Normalspurwagen | 95 |
|                                                                          | Ua                                                                       | 901A–912B                                                                                                  | a                                                                        |                                                                          | 1977                                                                     | ACMV                                                                     | 909–912 1990 ex BD Ua 203,04,01,02 905 2009 verkauft CFBS 903B, 904A+B, 907A+B, 908A laut offizieller Meldung 2005 abgebrochen; 903B und 907A+B 2014 in Gossau vorhanden 910 2004 ausrangiert/umgebaut zu Werkstattrolli Gais 906A+B, 911A+B, 912A+B Herbst 2017 in Landquart; 901B, 902A+B, 903A, 909A+B 2018 verkauft F+F Rest remisiert | 3  |